# Varanus exanthematicus
O Varanus exanthematicus, também conhecido como varano-terrestre-africano ou varano-das-savanas, é uma espécie de lagarto-monitor, ou lagarto-varano, nativa da África. Tais varanídeos chegam a medir um metro e meio de comprimento (aproximadamente), e são encontrados em regiões de savana. Banqueteiam-se com quaisquer animais de pequeno porte, mais frequentemente com roedores (tidos como sua iguaria predileta); sua característica mais marcante é a conformação da cabeça (com as narinas mais perto dos olhos que da extremidade do focinho), sem mencionar sua coloração (em tonalidades de amarelo e marrom).